# Greves de 1978-1980 no ABC Paulista

Luiz Inácio Lula da Silva discursando em uma greve de metalúrgicos do ABC Paulista, em maio de 1979.

As greves de 1978-1980 no ABC Paulista foram uma série de manifestações operárias ocorridas na Região do Grande ABC, no contexto de abertura política da ditadura militar, e que marcaram o ressurgimento do movimento trabalhista brasileiro, após a repressão promovida pelo regime entre 1968 e 1972.
O movimento grevista teve início em 1978, com uma série de paralisações espontâneas nas cidades da região do ABC, em especial, no setor dos metalúrgicos, protestando contra as políticas de arrocho salarial e reivindicando liberdade e autonomia sindical. Após essa greve, houve novas mobilizações trabalhistas, em um processo que se consolidou e ampliou-se com as greves dos metalúrgicos em 1979 e 1980, às quais se incorporaram, ao redor do Brasil, outras categorias, como a dos bancários, petroleiros e professores, evidenciando uma ascensão do movimento trabalhista no período.
As greves de 1978-1980 marcaram também o surgimento de um novo sindicalismo, caracterizado pelo tipo de organização que se desenvolveu entre os trabalhadores de base, justapondo os laços do sindicato à rede de organizações da comunidade operária – em especial, as Comunidades Eclesiais de Base (CEBs) e associações comunitárias –, e pela ascensão de novas lideranças sindicais, como Luiz Inácio Lula da Silva.
A emergência desse novo sindicalismo introduziu entre a oposição política ao regime militar reivindicações da classe trabalhadora a serem alcançadas através da liberalização das instituições e culminou, na década de 1980, na formação do Partido dos Trabalhadores (PT) e de organismos intersindicais de cúpula, como a Central Única dos Trabalhadores (CUT) e a Confederação Geral dos Trabalhadores (CGT).

## Contexto

### Conjuntura econômica
Os primeiros anos da década de 1960 marcaram o fim de um período de crescimento acelerado da economia brasileira, que crescia, em média, 6,3% ao ano. O modelo de desenvolvimento baseado na substituição das importações, predominante desde o fim da Segunda Guerra Mundial, havia perdido o dinamismo, e entre 1963 e 1967, o crescimento econômico do Brasil caiu pela metade. Após o golpe de 1964, Castelo Branco nomeou notáveis liberais para direção da política econômica, entre eles, Octavio Gouvêa de Bulhões e Roberto Campos. A nova equipe econômica deu prioridade ao combate à inflação e a diminuição do défice público, através do Plano de Ação Econômica do Governo (PAEG), que definia como principal objetivo, para o biênio 1965-1966, acelerar o ritmo de desenvolvimento econômico do país e conter progressivamente o processo inflacionário para alcançar um equilíbrio de preços. Entre diversas medidas, como a liberação de preços reprimidos das tarifas públicas, câmbio e produtos subsidiados pelo governo; a reformulação das políticas de crédito; uma reforma fiscal que substituía os impostos em cascata por impostos sobre o valor adicionado, além de estabelecer uma correção monetária e a criação das Obrigações Reajustáveis do Tesouro Nacional (ORTNs); a criação de mecanismos de incentivo à exportações, como isenções fiscais sobre os lucros obtidos com tais exportações; somou-se, também, uma reforma trabalhista a fim de que os reajustes salariais não gerassem mais pressões inflacionárias. A fórmula adotada na política de reajuste salarial seria baseada na recomposição de perdas com a inflação e na incorporação aos salários do aumento da produtividade na economia. Além disso, a contratação e demissão da mão de obra foram flexibilizadas, substituindo-se as indenizações pagas pelo empregador pelo mecanismo do Fundo de Garantia por Tempo de Serviço (FGTS). Essa contenção salarial foi um importante elemento na posterior conjuntura de crescimento econômico, que teve como uma de suas características o aumento da concentração de renda, beneficiando principalmente as classes médias e altas urbanas. Já o padrão de vida dos operários da indústria havia se deteriorado; se comparados os reajustes de salário com o aumento do custo de vida entre 1965 e 1967, percebeu-se um corte de pelo menos 25% nos salários reais, além da intensificação das jornadas de trabalho.
Estas reformas das políticas fiscal, creditícia e trabalhista eram consideradas necessárias para superar o problema inflacionário e criar condições adequadas para que o setor privado promovesse a retomada do desenvolvimento econômico sob sua liderança. Sob estas bases, aliadas ao contexto externo de crescimento da economia mundial e investimento de capitais estrangeiros, o Brasil passaria novamente por um período de crescimento econômico, baseado na demanda interna por bens duráveis de consumo em expansão, graças à concentração de renda e a mecanismos financeiros que permitiram a ampliação do crédito ao consumo; na demanda externa em expansão graças à liberalização do comércio internacional e ao subsidiamento das exportações; e na forte injeção de recursos do exterior, que complementaram a poupança interna e permitiram eliminar focos inflacionários graças a uma capacidade de importar tornada superelástica. Entre 1968 e 1973, o Brasil chegou a crescer cerca de 10% ao ano.
O cenário conturbado gerado pela crise do petróleo em 1973, no entanto, trouxe consigo um longo período em que a economia mundial se manteve muito mais hostil ao crescimento de países em desenvolvimento, como o Brasil. Em 1974, o défice da balança comercial atingia cerca de 4,5 bilhões de dólares, por conta do alto número de importações e das baixas exportações, prejudicadas pelo cenário internacional, o que gerou também um aumento da dívida externa. Nesse contexto, o regime militar maquiara os índices de inflação em 1973, mascarando o verdadeiro patamar do custo de vida e lesando boa parte da população assalariada, sendo este um dos principais motivadores do movimento grevista iniciado em 1978.

### Abertura política
Com a crise econômica a partir de 1973, o regime militar já começava a dar sinais de desgaste. Ernesto Geisel sucedeu Emílio Médici em um período de ajustamento e redefinição de prioridades, grave endividamento externo, flutuações de desempenho, dificuldades inflacionárias e recessão, e o Movimento Democrático Brasileiro (MDB), único partido político de oposição, crescia e obteve uma significativa vitória eleitoral em 1974, agregando em torno de si diversos setores da sociedade civil organizada em prol da abertura do regime. Havia uma crescente oposição ao regime não só por parte dos trabalhadores, do movimento estudantil e dos segmentos progressistas da Igreja, mas também da classe média, e por volta de 1977 importantes segmentos do empresariado se declararam favoráveis à redemocratização das instituições políticas como requisito necessário a um maior desenvolvimento econômico. A chegada de Jimmy Carter à Casa Branca em 1977 também dificultou a sustentabilidade político-econômica do governo militar, visto que Carter foi o primeiro presidente desde o assassinato de John Kennedy em 1963 que não deu pleno apoio norte-americano a regimes anticomunistas autoritários na América Latina.
Uma das estratégias do governo para enfrentar o momento de crise foi constituir um meio de ir abrandando o regime, em um movimento de distensão "lenta, gradual e segura". Vagarosamente iniciava-se um processo de transição para a democracia, que deveria comportar garantias básicas para o regime, evitando o retorno de líderes políticos, instituições e partidos anteriores à 1964, procedendo-se em torno de dez anos, implicando a escolha do sucessor do próprio Geisel ainda pelo regime militar e culminando na elaboração de uma nova constituição. Algumas medidas importantes foram tomadas no governo Geisel, como a supressão do AI-5 e o fim da censura à imprensa. No entanto, o alcance e o ritmo da abertura ficavam muito aquém do que a oposição desejava. Diante das exigências de reformas e abalado pelas crescentes tensões dentro da aliança de apoio ao governo, em 1979, com a posse de João Figueiredo, o regime iria empreender um processo de anistia e restauração das instituições democráticas.
Dentro dos grupos oposicionistas, o movimento operário que eclodiu em 1978 no ABC Paulista assumiu uma posição mais militante, junto ao movimento estudantil, assumindo como sua bandeira a exigência de um retorno imediato à democracia. O confronto declarado entre os operários e o Estado forçou outros grupos de oposição, particularmente a Igreja e os políticos do MDB, a assumirem uma posição com relação à legitimidade das ações coletivas com que o Estado se confrontava. Embora o governo amiúde advertisse que a agitação dos trabalhadores poderia pôr em risco a abertura democrática, os sindicatos continuaram a atacar o regime através das lutas por melhores condições econômicas. Por volta de 1980, durante a longa greve dos metalúrgicos do ABC, tanto a Igreja quando o MDB se viram compelidos a apoiar de maneira declarada as greves consideradas ilegais.

## Antecedentes
Após o golpe militar, diversos sindicatos sofreram intervenção e perderam o potencial reivindicatório, uma vez que o Estado efetivou-se como responsável pela definição dos índices de aumento salariais, e a Lei n.º 4.330, que regulamentava o direito de greve, impôs severas restrições que praticamente impediram a deflagração de movimentos grevistas. Com o aumento da repressão após o decreto do AI-5 em 1968, o movimento operário entrava em um período de refluxo. Entretanto, as cassações das lideranças ligadas ao Partido Comunista Brasileiro e ao Partido Trabalhista Brasileiro, possibilitaram a ascensão de novas lideranças sindicais, como Luiz Inácio Lula da Silva, sem vínculos com os partidos e grupos de esquerda até então tradicionais.
Já no início da década de 1970, houve tentativas de ação grevista na região do ABC, uma delas desencadeada na Mercedes-Benz e outra na Ferramentaria da Ford, ambas desestimuladas pelo Sindicato dos Metalúrgicos do ABC, na época liderado por Paulo Vidal. Na Villares Metals S.A, em 1973, ocorreu uma greve de características singulares, onde os operários realizaram um movimento pendular de paralisia e retomada do trabalho, deixando o patronato sem condições de impedir sua eclosão.
Uma ação sindical mais tímida iniciava lentamente um processo de aproximação das lideranças sindicais com as bases. Na campanha salarial de 1970, por exemplo, o Sindicato dos Metalúrgicos de São Bernardo e Diadema separou-se da Federação dos Metalúrgicos de São Paulo e procurou desenvolver sua campanha de forma autônoma, pois julgava que algumas reivindicações próprias da indústria automobilística eram diluídas quando somadas às dos demais sindicatos do interior do Estado. Na campanha salarial de 1973, reivindicou-se 38% de reajuste salarial, índice que se baseava em estudos do Departamento Intersindical de Estatística e Estudos Socioeconômicos (DIEESE), novamente buscando a realização de um dissídio em separado da Federação, sem sucesso. No ano seguinte, fez-se presente, com maior ênfase, a reivindicação que levava em conta a produtividade da indústria automobilística. Também foi realizado, em 1974, o I Congresso dos Metalúrgicos de São Bernardo, onde a temática da produtividade e das altas taxas de lucro da indústria automobilística eram relacionadas com o aumento do ritmo de trabalho, a extensão da jornada diária e a alta rotatividade da mão de obra, além de pautarem a luta pela liberdade sindical.
Na campanha salarial de 1975, já com Lula eleito presidente do Sindicato, foi levantada a pauta da contratação coletiva de trabalho. No ano seguinte, pela primeira vez, o Sindicato obteve algumas reivindicações junto ao Tribunal Superior do Trabalho (TST), válidas para os metalúrgicos de São Bernardo do Campo e Diadema, e realiza o II Congresso dos Metalúrgicos de São Bernardo, reafirmando e aprofundando algumas das pautas levantadas no último Congresso, em 1974, como o direito à livre negociação entre patrões e empregados, a redução da jornada de trabalho, reconhecimento de delegados sindicais e a organização de comissões de fábrica. Em 1977, apesar das mobilizações geradas pela campanha salarial e da disposição da diretoria do Sindicato em mantê-lo autônomo e separado da Federação, o resultado das negociações validou o índice oficial firmado entre a Federação das Indústrias do Estado de São Paulo (FIESP) e a Federação dos Metalúrgicos. Neste mesmo ano, as empresas enrijeceram sua política de empregos, verificando-se demissões significativas, o que crispou ainda mais as relações entre os industriários e o Sindicato.

## Movimento grevista

### Greves parciais de 1978

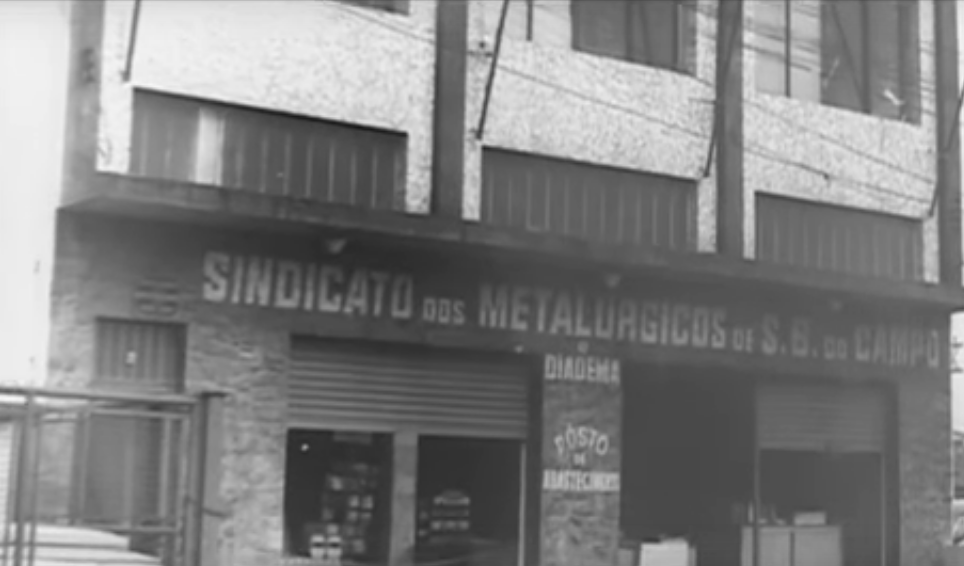
Prédio do Sindicato dos Metalúrgicos de São Bernardo do Campo.

A denúncia de que o regime militar, em 1973, havia mascarado os índices inflacionários, lesando os salários dos metalúrgicos em 34,1%, foi a motivação para que o Sindicato dos Metalúrgicos de São Bernardo iniciasse uma campanha visando a reposição dos índices de 1973. Essa campanha trouxe maior ímpeto ao Sindicato para que se desse continuidade ao trabalho de mobilização junto às bases operárias, intensificando a campanha contra os baixos salários e denunciando as políticas de arrocho salarial praticadas pelo regime militar. Diante da recusa dos empresários e do Estado em negociar a reposição, homologando os índices oficiais em acordo com a Federação dos Metalúrgicos, operários de diversas fábricas entraram em greve. Em fins de março, trabalhadores da Mercedez-Benz paralisaram o trabalho por não terem recebido o aumento que a empresa costumava conceder. O desenvolvimento da paralisação em vários setores da fábrica levou à demissão de dezessete operários, fazendo o movimento refluir. Em 12 de maio, os trabalhadores da Saab-Scania entraram em greve, a partir de uma decisão espontânea dos trabalhadores, descontentes com os índices percebidos, que acabavam sendo ainda menores que o oficial (39%), pois vinham depurados das antecipações. O pessoal do turno diurno da ferramentaria, durante a troca de turnos da noite para o dia, entrou na fábrica e não ligou as máquinas, parando a produção e exigindo 20% de aumento salarial. A greve de 12 de maio pegou o Sindicato de surpresa, se estendendo por quatro dias. O Sindicato foi logo chamado para efetivar negociações com a empresa, chegando a um acordo verbal, não formalizado, com a direção da Scania, atendendo as reivindicações dos metalúrgicos. Sob pressão de outros setores da indústria automobilística, a Scania acabou por não cumprir o acordo, trocando os 20% das reivindicações por 6,5% de reajuste. Nova mobilização foi tentada, mas, mediante represálias da empresa, acabou não se efetivando.
Após a greve dos trabalhadores da Scania, outras mobilizações por fábrica ocorreram. Foram registradas diversas formas de mobilização, desde paralisações totais e prolongadas até paralisações setoriais e parciais, além paralisações relâmpagos, de curtíssima duração. Na Ford, em São Bernardo, o movimento iniciou-se no dia 15 de maio, iniciado pelos trabalhadores da usinagem e da ferramentaria, e depois atingindo desde o setor de fabricação de motores até a seção de pintura, paralisando toda a produção durante uma semana. Quinze dias antes da ocorrência da greve da Scania, uma comissão de trabalhadores da Ford havia reivindicado a manutenção do reajuste de 39%, concedido em abril, sem que houvesse os descontos das antecipações. Como não obtiveram nenhuma resposta favorável da direção da empresa, paralisaram o trabalho reivindicando aumento salarial de 20%, melhoria na alimentação e no sistema médico, além de redução no custo do transporte. Persistindo alguns dias sem negociar com os operários, a direção da Ford acabou cedendo ao movimento grevista e recorreu ao Sindicato para efetivar as negociações. Uma semana depois do início da greve, a empresa acenava com a possibilidade de concessão de 15% de aumento para aqueles que recebiam até dez salários mínimos e 10% para os salários superiores à faixa anterior. Acabou, por fim, concedendo 11% de aumento. Na Volkswagen, houve uma paralisação parcial, iniciada no dia 16 de maio pelos trabalhadores da ferramentaria e durando três dias, afetando a funilaria, a afiação de ferramentas e as prensas leves. A empresa reagiu demitindo 28 trabalhadores. A aceitação, pela Volkswagen, do índice que fosse acertado entre o conjunto da indústria automobilística e o Sindicato, bem como a não concretização das demissões, tornaram-se as bandeiras do movimento, que foram aceitas pela empresa.
O ministro da Fazenda, Mário Henrique Simonsen, afirmou que o movimento era ilegal, e o governador de São Paulo, Paulo Egydio Martins, procurou a imprensa para ressaltar que acompanhava com preocupação as greves dos metalúrgicos. O Jornal do Brasil recebeu ordem da Censura Federal para não divulgar noticiário referente às greves. No dia 18 de março, o TRT decidiu pela ilegalidade das greves, entretanto, o movimento grevista ainda atingiu um conjunto significativo de indústrias metalúrgicas do ABC paulista, entre elas, Mercedes, Chrysler, Villares, Brastemp, Pirelli, Cofap, Philips, Otis, General Electric, entre outras empresas de grande, médio e pequeno porte, encontrando também repercussão em São Paulo, atingindo a Toshiba, Hyster, Orniex, Brasprensas, entre outras. Antevendo a iminência de paralisações, houve empresas que comunicaram aos operários que acompanhariam o que fosse estabelecido no acordo entre operários e patrões da indústria automobilística, que foi efetivado no dia 30 de maio daquele ano. Negociado entre o Sindicato dos Metalúrgicos de São Bernardo e a Associação Nacional dos Fabricantes de Veículos Automotores (ANFAVEA), este acordo abarcou cerca de 65 mil trabalhadores e contemplou os seguintes índices de reajuste: 11% de aumento, concedidos em junho (5,5%) e outubro (5,5%) além de antecipação salarial de 13,5%, concedida em agosto (4,5%), em dezembro (4,5%) e fevereiro (4,5%). O acordo propiciou também que o operariado vinculado às pequenas e médias empresas do ramo de autopeças desencadeassem greves ao longo do segundo semestre de 1978, visando à obtenção das conquistas válidas para o ramo automobilístico. Um mês após o início do movimento no ABC, quase duzentos mil operários obtiveram aumentos salariais. Apesar de nenhuma empresa ter atendido aos 34% reivindicados, todos os aumentos conseguidos não foram compensados nos futuros dissídios coletivos nem repassados para os preços dos produtos.

### Greve geral dos metalúrgicos de 1979
Após a realização do acordo coletivo celebrado entre os empresários e os trabalhadores vinculados à indústria metalúrgica do ABC, houve, ao longo do segundo semestre de 1978, uma série de agitações em diversas empresas, especialmente em São Bernardo, visando a generalização daquele acordo para o conjunto da categoria metalúrgica. Paralelamente, o patronato iniciou uma série de demissões e, antevendo a eclosão de um novo confronto na indústria automobilística, na época da efetivação da campanha salarial de 1979, intensificou sua ação preventiva, com a elaboração de uma circular da FIESP, contendo instruções para o enfrentamento das greves. Neste documento sugeria-se que as empresas não pagassem as horas paralisadas, bem como, em caso de greve, impedissem os trabalhadores de permanecerem dentro das fábricas. Ainda no final de 1978 presenciou-se, dentro desse quadro de animosidade entre o patronato e o operariado metalúrgico, a eclosão de greves na Villares e na Resil. Na Villares o movimento foi deflagrado no início de dezembro, em solidariedade a um operário demitido depois de ter sofrido agressão da chefia da seção de fresadores. Com a paralisação, a direção da empresa iniciou um processo de demissões em massa, atingindo inclusive a comissão de trabalhadores existente. Após alguns dias de paralisação, e com a intensificação das represálias e aumento das demissões, houve a volta ao trabalho. A greve na Resil, no entanto, teve um resultado distinto. Reivindicando um aumento salarial de 30%, os trabalhadores, ante a negativa dos patrões, paralisaram o trabalho. A empresa, seguindo a sugestão da FIESP, efetivou demissões e impediu a permanência dos grevistas dentro da fábrica, ao que os operários passaram a se reunir no Sindicato. No oitavo dia de greve, os trabalhadores, temendo o esvaziamento do movimento, visto que a empresa contratava operários para a substituição dos grevistas, realizaram um piquete em frente ao portão da fábrica. A Resil acabou por ceder ao movimento, chamando Lula para negociar e concedeu um aumento de 15% para a faixa de um a três salários mínimos, 11% para a faixa de três a seis salários mínimos e 7% para a faixa de seis a dez salários mínimos, além de um aumento do piso salarial e prêmio no início do ano.
Ainda em 1978, no mês de outubro, ocorreu o III Congresso dos Metalúrgicos de São Bernardo, no qual foi discutida, fundamentalmente, a estrutura sindical brasileira e estratégias a serem adotadas pelo movimento sindical. Em conformidade com as resoluções desse congresso, o Sindicato passou a realizar reuniões de operários por empresas, objetivando suprir a ausência sindical dentro das fábricas. Nesta articulação entre o Sindicato e as fábricas, nasceram as principais reivindicações presentes na pauta que motivou a campanha salarial de 1979. Em fins de janeiro, os sindicatos metalúrgicos do Estado estabeleceram suas reivindicações básicas: 34,1% de aumento salarial acima do índice oficial (para repor perdas salariais); piso salarial igual a três salário mínimos; vigência da Convenção Coletiva de Trabalho, de abril até outubro de 1979, para que pudesse coincidir com a data-base dos metalúrgicos da capital, Osasco e Guarulhos; reconhecimento e estabilidade para os delegados sindicais (um para cada grupo de quinhentos trabalhadores); redução da jornada de trabalho para quarenta horas semanais e reajustes trimestrais.
Com a aproximação da data-base válida para os metalúrgicos do ABC, intensificou-se a precaução dos empresários, temendo um novo surto grevista. Uma circular confidencial do Sindicato da Indústria de Máquinas do Estado de São Paulo (SIMESP) propôs que se evitasse qualquer negociação ou acordo direto com os operários e que as negociações deveriam ser realizadas pela entidade representativa da categoria econômica à qual pertencesse a indústria. Outra circular sugeria o aumento de estoque das empresas, o aumento do controle dos chefes sobre os trabalhadores e a recorrência à "guarnição policial para permanecer de prontidão" em caso de "perigo iminente". O Sindicato dos Metalúrgicos de São Bernardo respondeu, dando orientação aos trabalhadores para que não fizessem horas extras, evitando com isso o aumento de produção, bem como tomassem cuidado com os chefes, feitores e supervisores. Os metalúrgicos do ABC já vinham realizando assembleias, preparando-se para uma situação que se encaminhava para o confronto, enquanto a Federação dos Metalúrgicos tratava de obter as procurações dos sindicatos, que a autorizavam a fazer um acordo válido para toda a categoria. A discordância em assinar este documento foi o episódio que levou à separação definitiva do Sindicato dos Metalúrgicos de São Bernardo da Federação dos Metalúrgicos de São Paulo, considerado conciliador e "pelego" pelos sindicalistas do ABC. A Federação Metalúrgica aceitou a proposta da FIESP, validando-a para 29 sindicatos do interior; não assinaram o acordo os sindicatos do ABC, de Santa Bárbara D’Oeste e Santos. O acordo em questão estabelecia os índices de 63% para aqueles que ganhavam de um a três salários mínimos, 57% de três a dez salários mínimos e 44% para recebesse acima de dez salários mínimos. Ainda que estes índices fossem considerados razoáveis pelos sindicatos do interior, não o foram para o ABC, pois incidiam sobre os salários de abril de 1978, desconsiderando portanto os 11% obtidos nas greves de maio do ano interior, bem como as antecipações do segundo semestre daquele ano. Além disso, pelo menos 60% dos metalúrgicos do ABC recebiam mais do que três salários mínimos.
No dia 13 de março, às vésperas da posse do general João Figueiredo na Presidência da República e após a realização de uma assembleia rejeitando a proposta patronal, os metalúrgicos do ABC entraram em greve. Diferentemente das mobilizações do ano anterior, dessa vez, a paralisação foi geral. Foi estruturada uma comissão de salários que teve papel importante, junto com a direção sindical, na preparação e organização da greve. Já nas primeiras horas do dia 13 de março, várias fábricas do ABC paralisaram suas atividades, tais como a Ford e a Volkswagen. Neste mesmo dia realizou-se uma assembleia expressiva em São Bernardo, com cerca de sessenta mil operários, dando início a uma prática de assembleias plebiscitárias, onde constantemente eram avaliados e redefinidos os rumos do movimento. Além da Ford e da Volkswagen, também aderiram à paralisação, ainda no primeiro dia de greve, trabalhadores da Mercedes-Benz, Brastemp, Villares, Schuler, Vulcanus, Motores Buffalo, Saab-Scania, Chrysler, Cima, Cofap, Otis, General Electric, entre outras de pequeno, médio e grande porte. O movimento também encontrou repercussão no interior do Estado, com a deflagração de greves em São José dos Campos, Caçapava, Jacareí, Jundiaí, Campinas e Santa Bárbara d’Oeste.
No dia 15 de março, a greve foi julgada ilegal pelo TRT, que também rejeitou a criação do delegado sindical, uma das principais reivindicações do movimento. Apesar disso, no quarto dia de greve, haviam cerca de 170 mil operários paralisados no ABC e foi realizada uma assembleia no Estádio da Vila Euclides, na qual foi reafirmada a continuidade da greve e anunciada a criação de um fundo de greve por Djalma Bom. O Ministério do Trabalho, por sua vez mandou apurar, através de sindicância, denúncias de incitação e infiltração nas greves, enquanto os patrões realizaram diversas represálias contra os grevistas, negando a concessão de vales aos trabalhadores, ameaçando demissões e contratando substitutos. Após a criação do fundo de greve, foi iniciada uma campanha nacional de solidariedade aos grevistas, mediante a coleta de recursos financeiros e alimentos para os trabalhadores paralisados, que contou com o forte apoio da Igreja.
No décimo dia de greve, o Ministério do Trabalho propôs um protocolo de intenções que estabelecia a criação de uma comissão tripartite para estudar no prazo de 45 dias o índice de reajuste, a proibição de demissão aos grevistas e o pagamento das horas paradas a serem posteriormente descontadas em parcelas. O protocolo seria levado aos trabalhadores e sua aprovação teria como resultante o retorno imediato ao trabalho. Em assembleia realizada no mesmo dia, 80 mil operários reunidos no Estádio de Vila Euclides rechaçaram a proposta. O governo, então, decretou a intervenção no sindicato e proibiu manifestações e assembleias no Estádio da Vila Euclides. Foi realizado um ato público contra a intervenção no Sindicato dos Metalúrgicos de São Bernardo e Diadema, contando com a participação de diversas entidades da sociedade civil na Câmara Municipal de São Paulo. Lula adiantou que se houvesse o afastamento ou prisão dos dirigentes, a comissão de salários assumiria o comando do movimento grevista. Em Santo André cerca de trinta mil operários repudiaram o protocolo e por unanimidade decidiram pela continuidade da greve; 6 mil operários fizeram o mesmo em São Caetano do Sul.
A intervenção no Sindicato acirrou os ânimos do conflito, e os dias que se seguiram foram marcados por ameaças de conflagrações abertas entre os trabalhadores e o aparato repressivo. Na tarde que se seguiu ao ato de intervenção, cerca de 25 mil operários, em frente ao Paço Municipal, fizeram uma manifestação e e entraram em confronto direto com a polícia. A Igreja Matriz tornou-se o centro de reuniões dos dirigentes sindicais e da comissão de salários após a intervenção, evidenciando o apoio da Igreja  – em especial, da Pastoral Operária, dirigida por Cláudio Hummes – ao movimento operário do ABC paulista. A assembleia seguinte, realizada no Paço Municipal, foi um momento agudo no curso da greve. Lula havia se ausentado e os trabalhadores, desorientados, clamavam por sua presença e pela continuidade da greve. Djalma Bom, a quem coube levar a palavra de ordem para assembleia, percebeu a desorientação dos operários e não conseguiu formular suas propostas com clareza. No dia 26 de março, Lula e a diretoria do sindicato reassumiram a liderança do movimento, reafirmando a necessidade de manutenção da organização da greve, da ação dos piquetes e do não ingresso de operários nas fábricas. O movimento grevista, entretanto, entrou em refluxo, pois apesar da continuidade da paralisação, houve um considerável retorno ao trabalho, o que fez com que a direção sindical e a comissão de salários reavaliassem o movimento e visualizassem a impossibilidade de seu prosseguimento. Na assembleia geral realizada no dia 27 de março, após nova avaliação do comando de greve, chegou-se a um acordo provisório com o patronato, que Lula e o comando levaram para aprovação nesta nova assembleia: os trabalhadores dariam uma trégua de 45 dias, período em que, através de novas negociações com os patrões, tentar-se-ia obter um índice salarial mais satisfatório do que aquele alcançado pelos metalúrgicos do interior; caso contrário, os metalúrgicos do ABC entrariam em greve novamente.
O Sindicato seguiu mobilizando os trabalhadores durante os 45 dias de trégua, preparando-se para um novo conflito. O descumprimento do acordo por parte dos patrões, com a realização de demissões e descontos nos salários dos trabalhadores grevistas, acabou por desencadear novas paralisações. No dia 1º de maio, foi realizado um ato público em razão do Dia Internacional do Trabalhador, contando com a presença de mais de 130 mil operários. Ante a iminência de uma nova paralisação geral, o patronato reavaliou a condução que vinha imprimindo às negociações. Lula e a diretoria do Sindicato reafirmaram a importância da retomada da greve, se um novo acordo não fosse celebrado. Em 12 de maio celebrou-se o acordo entre a FIESP e o operariado metalúrgico do ABC, aprovado em assembleia plebiscitária no dia 13 de maio. O acordo previa um aumento de 63% para aqueles que recebiam até dez salários mínimos, sendo que esse índice seria aplicado aplicado sobre o salário de março de 1978 (acima de dez salários mínimos, o índice seria igual ao oficial, de 44%), tendo validade para as empresas que concederam o reajuste médio de 11% extradissídio no ano anterior. Para os demais índices, seriam aplicados os mesmos do acordo realizado para os sindicatos do interior. Haveria, também, desconto de 50% dos dias paralisados, em cinco parcelas iguais e sucessivas a partir de 10 de junho, enquanto a outra metade seria acertada diretamente entre os trabalhadores e as empresas, não sendo computados para efeito de férias, 13º salários e descansos semanais remunerados. Apesar do acordo ser mais vantajoso do que aquele assinado pela Federação, os trabalhadores o consideraram insatisfatório. Sua aprovação pela assembleia deveu-se à dificuldade de obtenção de algo mais favorável e à prioridade dada no sentido da recuperação do Sindicato, ainda sob intervenção. No dia 18 de maio, o Sindicato foi devolvido aos trabalhadores.

### Greve geral dos metalúrgicos de 1980
Em novembro de 1979, o governo militar estabeleceu uma nova política salarial, que introduzia a semestralidade como periodização para a correção salarial; criava a sistemática do INPC, fixado pelo governo; e estabelecia faixas salariais diferenciadas: 1,1 do INPC para aqueles que recebessem até três salários mínimos, 1,0 para a faixa de três a dez salários mínimos, 0,8 para aqueles que recebessem entre dez e vinte salários mínimos, e 0,5 para aqueles que fossem remunerados em mais de vinte salários mínimos. A nova política salarial estabeleceu, ainda, uma única possibilidade de negociação direta entre trabalhadores e patronato, podendo-se estabelecer um quantum, excedente ao INPC, a título de produtividade. Entre os trabalhadores, tal medida causou a percepção de que a nova política salarial retirava o direito de negociação direta com os patrões. A intensificação da recessão econômica, atingindo diretamente os trabalhadores, consolidava ainda mais um quadro desfavorável, pois além da depressão salarial, o desemprego aumentava.
Após a implementação desta nova política salarial, os trabalhadores da indústria automobilística intensificaram sua campanha salarial, no início de 1980. Antevendo um novo e acirrado confronto com o patronato, os metalúrgicos do ABC procuraram dar maior organicidade à sua ação. A primeira assembleia foi realizada em três sessões, durante os dias 29 de fevereiro e 1º de março, contando com a participação de cerca de 4.500 operários. Foi organizado um comando de mobilização com 466 trabalhadores, que teria a responsabilidade de preparar e organizar as assembleias seguintes. Quando da realização da segunda assembleia, em 16 de março, os operários decidiram que, enquanto perdurassem as negociações, não seriam realizadas horas extras, e o ritmo de produção nas fábricas seria diminuído. Realizaram-se 215 reuniões por fábricas no Sindicato e 65 assembleias nas entradas e saídas dos turnos, totalizando quase três centenas de assembleias preparatórias da pauta de reivindicações. Novamente, as lideranças sindicais do ABC optaram por uma campanha independente da Federação dos Metalúrgicos. A pauta apresentada à FIESP pelos metalúrgicos do ABC reivindicava reajuste com base no INPC mais 15% a título de produtividade; piso salarial de Cr$ 12 mil, estabilidade no emprego; redução da jornada de trabalho para quarenta horas, sem redução salarial; reconhecimento dos delegados sindicais; presença sindical nas fábricas e controle das chefias pelos trabalhadores. Entre as reivindicações apresentadas, a adoção do piso salarial e o reconhecimento dos delegados sindicais foram as que ganharam maior atenção na campanha.
As negociações foram iniciadas no dia 18 de março. Ao invés dos 15% acima do INPC, solicitados pelos operários, a FIESP ofereceu 3,65%, índice que foi elevado para 5% três dias antes da deflagração da greve. Foram rechaçadas as reivindicações referentes ao piso salarial – a FIESP ofereceu um piso de Cr$ 5.904,00, menos da metade do valor reivindicado –, à estabilidade, à redução da jornada de trabalho, aos delegados sindicais e ao controle das chefias. Antes da paralisação, os operários ainda tentaram um acordo, em reunião na Delegacia Regional do Trabalho (DRT), que previa 7% de aumento a título de produtividade para a faixa de até três salários mínimos, 6,5% para a faixa de três a dez salários mínimos e 4% para a faixa acima de dez salários mínimos, além da estabilidade de doze meses, também rechaçada pela FIESP.
No dia 30 de março, em assembleia, os trabalhadores do ABC decidiram paralisar as atividades a partir de 1º de abril. Em São Bernardo, a assembleia contou com sessenta mil operários; em Santo André, cerca de quarenta mil e em São Caetano, no dia seguinte, dois mil operários tomaram a decisão. Além da região do ABC, a greve atingiu, ao longo dos primeiros dias, Sertãozinho, Taubaté, Pindamonhangaba, Guaratinguetá, Piracicaba, São José dos Campos, Sorocaba, Campinas, Santa Bárbara d’Oeste, Araraquara, Américo Brasiliense, Ribeirão Preto, Ourinhos, Mococa, Jundiaí, Lorena e Cruzeiro, combinando paralisações parciais por fábrica e paralisações gerais. Em São Bernardo, a adesão atingiu 90% da categoria, e na madrugada do dia 1º de abril foram realizadas três assembleias no Sindicato.
Ainda neste primeiro dia de paralisação, o TRT decidiu pela não apreciação da legalidade da greve, declarando-se incompetente para tal, bem como elaborou uma proposta alternativa, que contemplava índices de 7% para aqueles que recebessem até três salários mínimos e 6% para as demais faixas salariais, estipulando o piso salarial em Cr$ 5.100,00 e recusando o atendimento da estabilidade, do delegado sindical e da redução da jornada de trabalho. O julgamento do TRT fez com que os metalúrgicos de algumas cidades do interior aceitassem seus termos, encerrando a paralisação. Já aqueles da região do ABC, ainda que reconhecendo uma certa vitória em relação ao índice de produtividade e a não decretação da ilegalidade, não aceitaram os termos estabelecidos, insatisfeitos principalmente com o rebaixamento do piso salarial, e prosseguiram em greve, ainda com 90% de adesão. Prevendo a longevidade da paralisação, iniciou-se, através do apoio da Igreja, o recolhimento de alimentos, bem como a coleta de recursos financeiros para o sustento dos grevistas através do fundo de greve. Também estruturou-se uma organização capaz de dar continuidade ao movimento em caso de intervenção ou ausência da direção, com a articulação de um comando de greve, com dezesseis operários, que substituiriam, um a um, se necessário, os membros da diretoria. Para agilizar as decisões desse comando, existia um escalão intermediário, com cerca de 45 trabalhadores, que se encarregavam de transmitir as diretrizes à comissão de salários e mobilização, composta de 446 membros. Estes, distribuídos pelas fábricas e pelos bairros, faziam a ligação entre a base e o comando.
No dia 10 de abril, os metalúrgicos de São Caetano encerraram a greve, após um retorno considerável ao trabalho no oitavo dia de greve. Em São Bernardo e Santo André, no entanto, os trabalhadores continuaram paralisados. Estima-se que dos 287 mil trabalhadores metalúrgicos do ABC e do interior paulista, 170 mil operários continuavam em greve, sendo que 127 mil eram de São Bernardo e Diadema, representando 90% da categoria na região. Em Santo André, 43 mil trabalhadores continuaram paralisados, representando 70% da categoria no município.
No dia 11 de abril, a empresa Termomecânica cedeu à negociação, propondo um acordo que estipulava piso salarial de Cr$ 12 mil; aumento real de 12% para a faixa de até cinco salários mínimos, 8,5% para a faixa de cinco a oito salários mínimos e 6% para aqueles que recebessem acima de 8 salários mínimos, além do pagamento dos dias em greve, não punição dos grevistas, estabelecimento de, no máximo, três faixas de salário para cada função e antecipação salarial de 3% ao mês, cumulativamente. No entanto, as negociações foram interrompidas quando, no dia 15 de abril, em segundo julgamento, o TRT decide pela ilegalidade da greve.
Decretada a ilegalidade do movimento grevista, houve respaldo legal para as ações repressivas que se sucederam. Assim que os metalúrgicos tomaram conhecimento dessa nova decisão, foi elaborado, pela diretoria do Sindicato de São Bernardo, um documento repudiando a ação do TRT e reafirmando a continuidade da greve. No dia 17 de abril, o governo militar interveio nos sindicatos de São Bernardo do Campo e de Santo André e destituiu suas direções. O então ministro do Trabalho, Murilo Macedo, que já havia efetivado intervenções em outros sindicatos, também mandou prender os líderes grevistas e outras personalidades representantes de associações liberais, entre eles, Lula, Djalma Bom e Devanir Ribeiro de São Bernardo, José Cicote, Ernesto Sencini, Isaías V. da Cunha, Orlando Francelino Mota e José Timóteo da Silva, de Sando André, José Ferreira da Silva, militante sindical de São Caetano; Arnaldo Gonçalves, presidente do sindicato dos metalúrgicos de Santos, Afonso Deléllis, ex-militante sindical metalúrgico de São Paulo, José Carlos Dias, da Comissão de Justiça e Paz, Dalmo Dallari, jurista; Ricardo Zarattini, anistiado, e Antonio Roberto Espinosa, jornalista e ex-guerrilheiro.
Logo após o recebimento da notícia de intervenção, Expedito Soares orientou os trabalhadores a se dirigirem ao Paço Municipal; se este estivesse interditado, iriam à Igreja Matriz e, na impossibilidade desta, seriam utilizadas as demais igrejas do ABC e São Paulo. Entrando na terceira semana de greve, os metalúrgicos tentaram manter o ímpeto do movimento. A esta altura, já haviam adicionado às reivindicações anteriores a exigência da libertação dos presos e do fim da intervenção nos órgãos de classe. O governo endurecia, restringindo os espaços possíveis de reunião, entre os quais só sobraram os espaços internos das igrejas. Os empresários, por sua vez, reforçaram as represálias. Os conflitos entre policiais e operários intensificaram-se e já se podia perceber um movimento de retorno esparso ao trabalho.
Impossibilitados de realizar assembleias nos Estádios de Vila Euclides e da Vila Jaçatuba ou no Paço Municipal, os operários passaram a realizá-las na Igreja Matriz e a manter a mobilização através das reuniões por bairros. A possibilidade de terem nas associações comunitárias um abrigo para os sindicatos foi facilitada pelo número relativamente grande de grupos comunitários encontrados na região do ABC. Na época da greve de 1980, só em São Bernardo do Campo havia cerca de quarenta Sociedades Amigos de Bairro (SABs). Além disso, a cidade tinha sessenta paróquias, cada uma delas responsável por várias Comunidades Eclesiais de Base (CEBs). As reuniões comunitárias e regionais permitiram que os líderes grevistas substitutos fizessem uma avaliação mais precisa da disposição dos grevistas à continuidade da greve. Como resultado, as ligações com as associações forneceram aos militantes sitiados uma conexão confiável com as bases para a obtenção de informações referentes ao nível de comprometimento e das necessidades materiais dos grevistas.
Com a aproximação do trigésimo dia de greve, o patronato intensificou as represálias ao movimento grevista, afirmando que aqueles que não retornassem ao trabalho seriam demitidos sob alegação de abandono do emprego. O movimento refluía, com um retorno considerável ao trabalho e um número cada vez menor de trabalhadores presentes nas assembleias. Ainda assim, no dia 1º de maio, em uma manifestação que reuniu mais de cem mil metalúrgicos, os trabalhadores retomaram o Estádio de Vila Euclides, dando novo ânimo ao movimento. Passado o impacto do 1º de maio, começavam a surgir novas manifestações de retorno significativo ao trabalho. Logo no início de maio, os metalúrgicos de Santo André decidiram voltar ao trabalho e encerraram sua participação no movimento. Segundo o comando de greve, a paralisação passava a atingir menos de 55% do total de operários metalúrgicos do município, motivo pelo qual, no dia 5 de maio, cerca de quinhentos operários de Sando André, reunidos em assembleia na Igreja do Bonfim, decidiram pelo encerramento da greve. Neste mesmo dia, em São Bernardo, ocorreu um acirrado confronto entre metalúrgicos e tropas policiais, estendendo-se por várias horas, após assembleia realizada pela manhã, na Igreja Matriz, ter decidido mais uma vez pela continuidade da greve. Nesse momento, chegou a se propôr a mediação do general Figueiredo, visando a obter uma saída para a greve. Uma comissão composta pelos sindicalistas Jacó Bittar e João Paulo Pires de Vasconcelos e pelo bispo Claudio Hummes foi a Brasília contatar as autoridades com esta finalidade.
Já apresentando sinal de desgaste, os metalúrgicos do ABC puseram fim ao seu movimento grevista, no dia 12 de maio, após 41 dias paralisados. As lideranças sindicais permaneceram presas por mais alguns dias, quando um recurso apresentado pelo advogado do Comitê Brasileiro pela Anistia conseguiu o relaxamento da prisão preventiva. Os sindicalistas acabaram sendo processados com base na Lei de Segurança Nacional, em julgamento por tribunal militar que se realizou no início de 1981. Em 22 de maio de 1980, dez dias após o término da greve, as empresas já haviam realizado cerca de quatro mil demissões.
A pressão sobre esta greve e seu resultado adverso aos trabalhadores tiveram grande impacto sobre o movimento sindical nacional no início da década 1980. O emprego maciço da polícia militar contra os grevistas, a prisão de seus líderes acusados de atentar contra a Lei de Segurança Nacional e a ocupação das sedes dos sindicatos resultaram em um declínio das greves durante a última parte do ano. O nível de repressão e de intensidade do conflito entre os trabalhadores e os empregadores, bem como a recessão econômica, resultou em uma redução de 62% do número de greves em 1980.

## Consequências
Após a greve de 1978, tornaram-se possíveis outras mobilizações trabalhistas, em um processo que se consolidou e ampliou-se com as greves de metalúrgicos em 1979 e 1980, às quais se incorporaram, ao redor do país, outras categorias, como a dos bancários, petroleiros e professores, marcando a ascensão do movimento trabalhista após anos de inércia. Em 1979, houve a expansão das greves pelas cidades do interior de São Paulo, em Minas Gerais e no Rio Grande do Sul. As novas greves que surgiram em outras partes do país foram muitas vezes convocadas pelas bases, à revelia das lideranças sindicais.
O movimento grevista de 1978-1980 também marca o surgimento de um novo sindicalismo, caracterizado pelo tipo de organização que se desenvolveu entre os trabalhadores de base, justapondo os laços do sindicato da categoria específica à rede de organizações da comunidade operária. A natureza das reivindicações também passou a expressar um maior senso de autodeterminação de classe nas relações com os empregadores e o Estado, em especial no caso de pautas como a reivindicação de delegados sindicais, comitês de fábrica, liberdade e autonomia sindical e negociação direta entre empregados e patrões.
A nova geração de líderes sindicais também assumiu uma posição mais militante entre os grupos de oposição ao regime militar, junto ao movimento estudantil, advogando o retorno imediato à democracia, enquanto outras facções da oposição defendiam uma redemocratização gradual. A emergência do novo sindicalismo introduziu no domínio da oposição política reivindicações da classe trabalhadora a serem alcançadas através da liberalização das instituições e culminou, na década de 1980, na formação do Partido dos Trabalhadores (PT) e de organismos intersindicais de cúpula, como a Central Única dos Trabalhadores (CUT) e a Confederação Geral dos Trabalhadores (CGT).